# Студенцов, Евгений Павлович
Евгений Павлович Студенцов (5 августа 1890, Петербург - 29 апреля 1943, Ленинград) — советский театральный актёр, заслуженный артист РСФСР (1940).

## Биография
Родился Евгений Студенцов в 1890 году в городе Петербурге. Выпускник юридического факультета Петербургского университета. В студенческие годы Студенцов посещал занятия в Школе драматического искусства и принимал участие в спектаклях учебной труппы. Ученик Н.Н. Арбатова и Ю.М. Юрьева. С 1908 по 1911 годы работал в Суворинском театре в Петербурге, с 1933 по 1934 годы – в Москве в Малом театре, затем несколько лет в периферийных труппах. С 1918 по 1923 годы занимался педагогической работой на Петербургских частных драматических курсах Арбатова, в школе русской драмы. Выступал на эстраде как чтец.
Главной сценой для актёра стал Александринский театр, где он играл с 1911 по 1933 годы, а потом с 1937-го до 1943 годы. Здесь в его репертуар вошли роли в «Горе от ума» (Молчалин), в «Анне Карениной» (Вронский), в «Маскараде»: роль князя Звездича актер получил еще в спектакле Мейерхольда, премьера которого прошла в дни Февральской революции 1917 года, а затем и в двух последующих редакциях – 1933-го и 1938 года. В «Маскараде» Евгений Павлович работал и в провинциальных театрах, но уже играл роль Арбенина. В Риге в 1929 году и в Курске в 1935 году он ставит «Маскарад» как режиссёр.
В годы Великой Отечественной войны актёр принял решение остаться в блокированном Ленинграде, продолжал работать на радио, как режиссёр поставил оперу "Евгений Онегин" П.И. Чайковского (1942), драму "Анна Каренина" по Л.Н. Толстому (1943).
31 января 1943 года артист вместе с супругой Ниной Железновой в Большом зале исполнил отрывок из «Анны Карениной». Это было одно из последних появлений на сцене.
Проживал в Ленинграде. Умер от истощения 29 апреля 1943 года. Похоронен на Литераторских мостках Волковского кладбища.

## Награды
- Заслуженный артист РСФСР (01.06.1940).

## Работы в театре
- Звездич и Арбенин («Маскарад» М.Ю.Лермонтова),
- Креон («Царь Эдип» Софокла),
- Карл III («Святая Иоанна» Б.Шоу),
- Молчалин («Горе от ума» А.С.Грибоедова),
- Чацкий («Горе от ума» А.С.Грибоедова),
- Инженер («Виринея» Л.Н.Сейфуллиной),
- Бобоедов («Враги» М.Горького),
- Брызгалов («На берегу Невы» К.А.Тренева),
- Вронский («Анна Каренина» по Л.Н. Толстому).